# Superliga de Albania 2019-20
La Superliga de Albania 2019-20 (oficialmente y en albanés: Kategoria Superiore 2019-20) fue la 81a edición de la máxima categoría de fútbol de Albania. Fue organizada por la Federación Albanesa de Fútbol y se disputará por 10 equipos. Comenzó en 23 de agosto de 2019 y finalizó el 29 de julio de 2020.
El 19 de julio, después de la derrota del Kukësi por 0-1 ante el Vllania, el Tirana se coronaba campeón consiguiendo el 	vigésimo quinto título de su historia después de 9 años de su último título, ya que le sacó 7 puntos de ventaja a su perseguidor, el Kukësi, a falta de 2 fechas.

## Ascensos y descensos
| Pos.        | A la Superliga de Albania 2019-20 |
| ----------- | --------------------------------- |
| 1.º Grupo A | Bylis                             |
| 1.º Grupo B | Vllaznia                          |

| Pos. | A la 2.ª División |
| ---- | ----------------- |
| 9.º  | Kastrioti         |
| 10.º | Kamza             |

## Sistema de competición
Se disputan 36 jornadas bajo el sistema de todos contra todos, enfrentándose todos los equipos entre sí en cuatro oportunidades, alternando las localías rueda tras rueda, de forma tal que cada equipo enfrenta a sus rivales dos veces como local y dos como visitante.
La clasificación final se establece a partir de los puntos obtenidos en cada encuentro, otorgando tres por partido ganado, uno por empatado y ninguno en caso de derrota. En caso de igualdad de puntos entre dos o más equipos, se aplican, en el mencionado orden, los siguientes criterios de desempate:
1. Mayor cantidad de puntos en los partidos entre los equipos implicados;
2. Mejor diferencia de goles en los partidos entre los equipos implicados;
3. Mayor cantidad de goles a favor en los partidos entre los equipos implicados;
4. Mejor diferencia de goles en toda la temporada;
5. Mayor cantidad de goles a favor en toda la temporada;
6. Sorteo.

Al finalizar el campeonato, el equipo que suma más puntos se consagra campeón y como tal, disputará la primera ronda previa de la Liga de Campeones de la UEFA 2020-21. A su vez, el subcampeón y el tercero acceden a la primera ronda previa de la Liga Europa de la UEFA 2020-21. Por otro lado, los últimos dos equipos descienden directamente a la Kategoria e Parë.

## Equipos participantes

### Equipos por condado
| \| Condado \| N.º \| Equipos \| \| ----------- \| --- \| --------------------- \| \| Tirana \| 2 \| Partizan; y Tirana \| \| Durrës \| 1 \| Teuta Durrës \| \| Fier \| 1 \| Bylis \| \| Gjirokastër \| 1 \| Luftëtari Gjirokastër \| \| Korçë \| 1 \| Skënderbeu Korçë \| \| Kukës \| 1 \| Kukësi \| \| Lezhë \| 1 \| Laçi \| \| Shkodër \| 1 \| Vllaznia \| \| Vlorë \| 1 \| Flamurtari Vlorë \| |     |                       |
| Condado | N.º | Equipos               |
| Tirana | 2   | Partizan; y Tirana    |
| Durrës | 1   | Teuta Durrës          |
| Fier | 1   | Bylis                 |
| Gjirokastër | 1   | Luftëtari Gjirokastër |
| Korçë | 1   | Skënderbeu Korçë      |
| Kukës | 1   | Kukësi                |
| Lezhë | 1   | Laçi                  |
| Shkodër | 1   | Vllaznia              |
| Vlorë | 1   | Flamurtari Vlorë      |

### Información de los clubes
| Equipo     | Ciudad      | Entrenador       | Estadio                 | Capacidad |
| ---------- | ----------- | ---------------- | ----------------------- | --------- |
| Bylis      | Ballsh      | Veljko Dovedan   | Adush Muça Stadium      | 5.200     |
| Flamurtari | Vlorë       | Dritan Sadedini  | Flamurtari Stadium      | 8.500     |
| Kukësi     | Kukës       | Shpëtim Duro     | Zeqir Ymeri Stadium     | 5.500     |
| Laçi       | Laç         | Sulejman Starova | Laçi Stadium            | 2.300     |
| Luftëtari  | Gjirokastra | Klodian Duro     | Gjirokastra Stadium     | 8.400     |
| Partizani  | Tirana      | Franco Lerda     | Selman Stërmasi Stadium | 9.500     |
| Skënderbeu | Korçë       | Ilir Daja        | Skënderbeu Stadium      | 12.343    |
| Teuta      | Durrës      | Bledi Shkëmbi    | Niko Dovana Stadium     | 12.040    |
| Tirana     | Tirana      | Ardian Mema      | Selman Stërmasi Stadium | 9.500     |
| Vllaznia   | Shkodër     | Mirsad Jonuz     | Loro Boriçi Stadium     | 16.000    |

## Clasificación
| Pos. | Equipo     | Pts. | PJ | G  | E  | P  | GF | GC | Dif. | Clasificación 2020–21                 |
| ---- | ---------- | ---- | -- | -- | -- | -- | -- | -- | ---- | ------------------------------------- |
| 1    | Tirana (C) | 70   | 36 | 21 | 7  | 8  | 67 | 35 | +32  | Primera ronda de la Liga de Campeones |
| 2    | Kukësi     | 66   | 36 | 19 | 9  | 8  | 59 | 31 | +28  | Primera ronda de la Liga Europa       |
| 3    | Laçi       | 64   | 36 | 19 | 7  | 10 | 61 | 34 | +27  | Primera ronda de la Liga Europa       |
| 4    | Skënderbeu | 58   | 36 | 17 | 7  | 12 | 42 | 43 | −1   |                                       |
| 5    | Teuta      | 57   | 36 | 15 | 12 | 9  | 41 | 34 | +7   | Primera ronda de la Liga Europa       |
| 6    | Partizani  | 53   | 36 | 15 | 8  | 13 | 51 | 40 | +11  |                                       |
| 7    | Bylis      | 51   | 36 | 12 | 15 | 9  | 46 | 38 | +8   |                                       |
| 8    | Vllaznia   | 46   | 36 | 12 | 10 | 14 | 36 | 41 | −5   | Play-off de relegación                |
| 9    | Flamurtari | 15   | 36 | 2  | 9  | 25 | 32 | 72 | −40  | Descenso de categoría                 |
| 10   | Luftëtari  | 14   | 36 | 2  | 8  | 26 | 19 | 86 | −67  | Descenso de categoría                 |

Actualizado a los partidos jugados el 29 de julio de 2020.
 Fuente: Sitio oficial, Soccerway
Criterios de clasificación: Puntos · Puntos entre uno-a-uno · Diferencia de gol entre uno-a-uno · Goles de visita entre uno-a-uno · Diferencia de gol · Goles conseguidos · Empates.
Notas:
1. ↑  En marzo de 2018, Skënderbeu fue suspendido por la UEFA de competiciones internacionales por 10 años por arreglo de partidos.[2]
2. ↑  Tras ganar la Copa de Albania 2019-20, el Teuta obtuvo un cupo para la Primera ronda de la Liga Europa 2020-21.

## Resultados
| Local \ Visitante | BYL | FLA | KUK | LAC | LUF | PAR | SKE | TEU | TIR | VLL |
| ----------------- | --- | --- | --- | --- | --- | --- | --- | --- | --- | --- |
| Bylis             | —   | 5–0 | 2–1 | 1–0 | 1–0 | 2–1 | 2–3 | 0–0 | 3–1 | 0–0 |
| Flamurtari        | 2–2 | —   | 0–3 | 3–3 | 1–1 | 1–1 | 1–1 | 1–3 | 2–2 | 1–3 |
| Kukësi            | 2–1 | 1–0 | —   | 1–1 | 4–1 | 1–0 | 1–1 | 4–0 | 2–1 | 1–2 |
| Laçi              | 0–0 | 3–0 | 1–0 | —   | 4–0 | 1–0 | 1–2 | 3–0 | 1–2 | 3–0 |
| Luftëtari         | 1–1 | 2–1 | 0–0 | 1–1 | —   | 0–1 | 2–0 | 0–0 | 0–3 | 0–2 |
| Partizani         | 1–1 | 1–0 | 0–0 | 1–0 | 2–0 | —   | 3–1 | 1–1 | 1–2 | 1–0 |
| Skënderbeu        | 0–3 | 1–0 | 0–0 | 1–4 | 2–0 | 3–2 | —   | 1–0 | 2–1 | 0–1 |
| Teuta             | 1–0 | 1–0 | 1–0 | 0–1 | 3–1 | 1–0 | 1–0 | —   | 1–1 | 0–0 |
| Tirana            | 2–1 | 2–0 | 1–3 | 2–1 | 3–0 | 1–2 | 3–1 | 0–0 | —   | 0–0 |
| Vllaznia          | 0–1 | 2–0 | 1–2 | 1–0 | 0–0 | 1–3 | 4–0 | 0–0 | 0–2 | —   |

| Local \ Visitante | BYL | FLA | KUK | LAC | LUF | PAR | SKE | TEU | TIR | VLL |
| ----------------- | --- | --- | --- | --- | --- | --- | --- | --- | --- | --- |
| Bylis             | —   | 0–0 | 1–1 | 0–3 | 2–0 | 1–1 | 1–0 | 1–0 | 1–3 | 2–2 |
| Flamurtari        | 2–3 | —   | 1–4 | 1–3 | 6–1 | 1–2 | 0–1 | 2–3 | 0–2 | 1–3 |
| Kukësi            | 1–0 | 4–1 | —   | 3–1 | 2–1 | 1–0 | 0–0 | 3–0 | 1–2 | 0–0 |
| Laçi              | 2–1 | 2–1 | 2–0 | —   | 3–1 | 1–3 | 1–0 | 1–1 | 3–1 | 5–1 |
| Luftëtari         | 1–1 | 0–1 | 2–5 | 0–2 | —   | 0–3 | 0–1 | 1–5 | 0–5 | 0–1 |
| Partizani         | 2–2 | 2–0 | 1–3 | 1–0 | 8–1 | —   | 1–2 | 0–1 | 1–1 | 3–0 |
| Skënderbeu        | 1–1 | 1–0 | 2–1 | 1–1 | 2–0 | 4–1 | —   | 3–2 | 1–2 | 2–1 |
| Teuta             | 1–0 | 1–1 | 2–2 | 2–3 | 1–1 | 0–0 | 1–0 | —   | 1–0 | 3–1 |
| Tirana            | 1–1 | 2–0 | 1–2 | 1–0 | 5–1 | 5–1 | 1–1 | 2–1 | —   | 3–0 |
| Vllaznia          | 2–2 | 1–1 | 1–0 | 0–0 | 4–0 | 1–0 | 0–1 | 0–3 | 0–1 | —   |

## Play-off de relegación
Será disputado entre el décimo clasificado de la Superliga vs. el tercero de la Kategoria e Parë.
| 2 de agosto de 2020, 19:00 | Vllaznia                           | 3:1 (2:1) | Besëlidhja       | Estadio Loro Boriçi, Shkodër                      |                                                   |
|                            | - Kruja 15' - Marku 19' - Lika 78' |           | - 33' Djordjević | Asistencia: 0 espectadores Árbitro(s): Laver Alla | Asistencia: 0 espectadores Árbitro(s): Laver Alla |

## Tabla de goleadores
Fuente:Soccerway
| Rango | Jugador         | Club      | Goles |
| ----- | --------------- | --------- | ----- |
| 1     | Kyrian Nwabueze | Laçi      | 24    |
| 2     | Vasil Shkurtaj  | Kukësi    | 22    |
| 3     | Sherif Kallaku  | Teuta     | 14    |
| 4     | Michael Ngoo    | Tirana    | 13    |
| 5     | Redon Xhixha    | Laçi      | 12    |
| 6     | Kristal Abazaj  | Kukësi    | 10    |
| 6     | Idriz Batha     | Tirana    | 10    |
| 6     | Eraldo Çinari   | Partizani | 10    |
| 6     | Saliou Guindo   | Bylis     | 10    |
| 6     | Gilman Lika     | Vllaznia  | 10    |